# Bill Gates
William Henry ”Bill” Gates III, född 28 oktober 1955 i Seattle i Washington, är en amerikansk datorpionjär och filantrop. Han är medgrundare till Microsoft och är sedan 2014 bolagets tekniska rådgivare. Han har nu lämnat det dagliga arbetet inom Microsoft till förmån för arbetet vid Bill & Melinda Gates Foundation. Enligt tidningen Forbes är Gates 2021 den sjätte rikaste personen i världen (efter Warren Buffett, Larry Ellison, Jeff Bezos, Elon Musk och Bernard Arnault).

## Biografi
Bill Gates föddes och växte upp i Seattle, Washington. Hans far William H. Gates (1925-2020) var en framstående advokat. Modern Mary var styrelsemedlem i First Interstate Bank samt United Way och hans morfar var chef för en bank. Bill Gates har två systrar, Kristianne, som är äldre, och Libby, som är yngre.
Gates gick i högstadiet i Lakeside School. Hans främsta skolämnen var matematik och naturorienterande ämnen.
I åttonde klass köpte elevernas klassmammor en dator till skolan genom en loppmarknad. Gates blev intresserad av programmeringsspråket BASIC och fick hålla på med datorn under matematiklektionerna. Efter en tid fick skolan nya elevdatorer. Några elever hittade säkerhetsbrister i datorsystemet och då förbjöd skolan eleverna att använda datorerna på sommaren.
För att ändå få möjlighet att använda datorerna erbjöd sig Gates och hans kamrater Paul Allen, Ric Weiland och Kent Evans att hitta fler säkerhetsbrister i systemet. Gates fick då gå på kurser i källkod för olika program som kördes på systemet. Vid 14 års ålder skapade Gates och Allen ett datorprogram och tjänade 20 000 dollar första året men när deras ålder avslöjades gick deras affärer sämre.
Gates nådde den näst högsta graden inom Boy Scouts of America (pojkscouterna). År 1973 kom Gates in på Harvard-universitetet. Där träffade han sin framtida affärspartner Steve Ballmer. Han hoppade dock av 1975.
Under åren 1994 till 2021 var Gates gift med Melinda French. De har tre barn tillsammans, Jennifer, Rory och Phoebe. Deras gemensamma bostad var den moderna lyxvillan Xanadu 2.0 på över 1 000 kvadratmeter, belägen i Medina, Washington. Trots skilsmässan har Gates och French för avsikt att fortsätta arbeta tillsammans med Bill & Melinda Gates Foundation.
Den 2 mars 2005 blev Gates utnämnd till honorär Knight of Order of the British Empire av drottning Elizabeth II.

## Microsoft

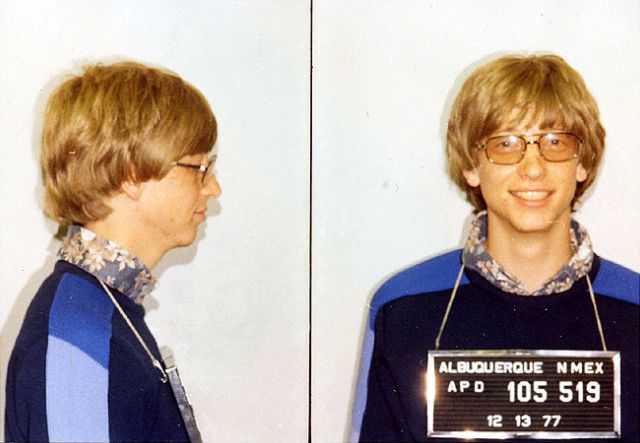
Bill Gates fotograferad efter en trafikförseelse 1977.

### BASIC
I januari 1975, efter att Gates hade läst en tidningsartikel som handlade om Altair 8800, kontaktade han datorns tillverkare, MITS. Han talade om för dem att han och några andra arbetade med en BASIC-interpretator för Altair 8800. I själva verket hade de inte börjat skriva koden och hade inte ens en Altair-dator, utan ville bara väcka MITS intresse. MITS Chef, Ed Roberts gick med på att träffa dem för en uppvisning. Några veckor före mötet började de skriva programmet. De utvecklade en Altair-emulator som kördes på en minidator, och en BASIC-interpretator. När de visade upp vad de hade åstadkommit fick de ett avtal om att de skulle lansera interpretatorn som Altair Basic. Paul Allen anställdes av MITS, och Gates tog ledigt ifrån Harvard för att arbeta med Allen på MITS. I november 1975 startade Gates och Allen handelsbolaget "Micro-soft", och året efter döptes det om till "Microsoft".
I februari 1976 skrev Gates ett brev till datorentusiaster där han försäkrade att det fanns en kommersiell marknad för datormjukvara, något som få trodde på. Han menade också att mjukvara inte skulle få kopieras utan tillstånd.

### IBM
1980 kontaktade IBM Microsoft och berättade att de var intresserade av en BASIC-interpretator för deras kommande IBM PC. När IBM nämnde att de behövde ett operativsystem hänvisade Gates dem till Digital Research (DRI), tillverkarna av det populära operativsystemet CP/M. IBM:s förhandlingar med DRI gick dåligt och de fick inte någon licens. IBM nämnde licenssvårigheterna vid kommande möte med Gates och bad honom att fixa ett fungerande operativsystem, något som kanske är det viktigaste i Microsofts historia.
Ett par veckor senare föreslog Bill Gates att de skulle använda MS-DOS (QDOS), ett CP/M-liknande operativsystem som Seattle Computer Products (SCI) hade skapat för liknande hårdvara. Microsoft köpte 86-DOS av SCI för endast 50 000 dollar, utan att nämna något om att IBM var en potentiell köpare. Efter att ha anpassat detta operativsystem till PC levererade Microsoft det till IBM som PC-DOS och fick som betalning ett engångsbelopp.

### Windows

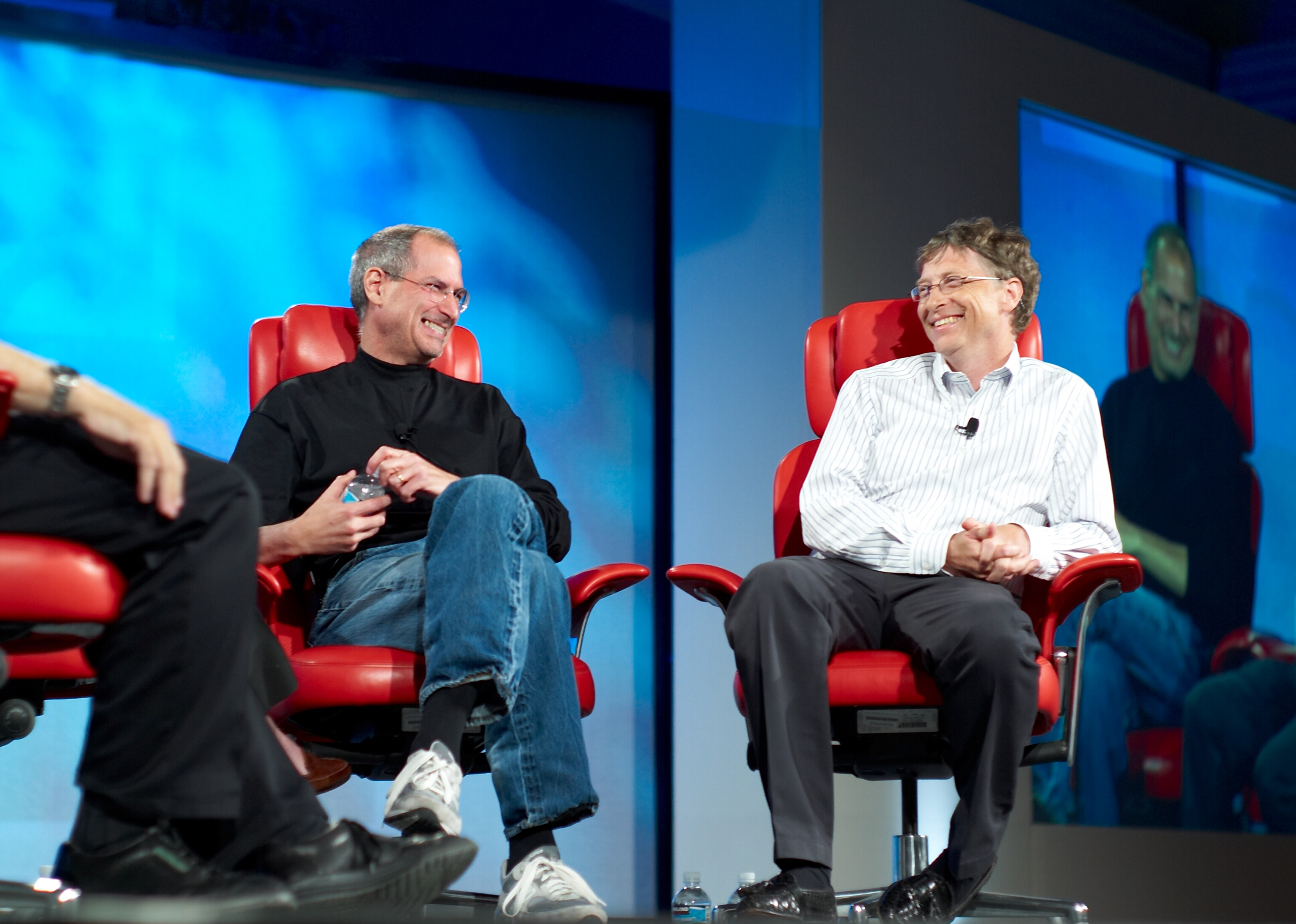
Steve Jobs och Bill Gates.

Tidigt på 1980-talet introducerade Microsoft en egen version av ett grafiskt användargränssnitt (GUI) baserat på Xeroxs och Apples.
Microsoft lanserade "Windows", ett tillägg och alternativ till deras DOS-system, för att konkurrera med andra grafiska operativsystem. Tidigt under 1990-talet hade Windows konkurrerat ut flera andra GUI:s, som GEM och GEOS, från marknaden. Lanseringen av Windows 3.0 blev en jättesuccé i och med att Microsoft sålde runt 10 miljoner kopior under de första två åren, och fastställde därigenom Microsofts dominans i operativsystemsförsäljningen.
Genom att förinstallera datorer med Windows försäkrade sig Microsoft om att det så småningom skulle komma att bli det största mjukvaruföretaget i världen, vilket har gjort Bill Gates till världens rikaste man i flera år. Paul Allen lämnade Microsoft 1983 till följd av sjukdom och Gates jobbade som VD för företaget tills år 2000, när Steve Ballmer tog över positionen.
Microsoft har tusentals patent, och Bill Gates har tio patent i sitt namn.

### Bill & Melinda Gates
Med sin fru grundade Bill Gates stiftelsen Bill & Melinda Gates Foundation. Vänner till familjen säger att paret länge haft planer på att donera större delen av sin förmögenhet och Washington Post rapporterade 1997 beloppet av 90 procent av förmögenheten. I juni 1999 donerade paret 5 miljarder dollar till sin stiftelse.
Bill & Melinda Gates-stiftelsen har bland annat donerat över 100 miljoner USA-dollar till hjälp för barn som lider av HIV/aids men även stipendier till minoritetstäta skolor i USA och sponsrat 90 procent av WHO:s försök att utrota polioviruset. I juli 2006 beslutade stiftelsen att ge 287 miljoner dollar till hivforskningen. Bland de 16 forskningsprojekten finns ett som leds av de svenska forskarna Gunnel Biberfeld och Rigmor Thorstensson.
Bill Gates aviserade den 15 juni 2006 att han under en tvåårsperiod lämnar den dagliga verksamheten i företaget Microsoft. Från år 2008 ägnar han sig åt välgörenhetsstiftelsen på heltid.

## Titlar och utmärkelser
Tidningen Forbes lista "The World's Richest People" utnämnde Gates till världens rikaste man 1996, 1998 till 2007 och 2017.
- National Medal of Technology and Innovation,  1992[12]
- Distinguished Fellow of the British Computer Society,  1994[13]
- Financial Times Person of the Year,  1994[14]
- American Library Association Honorary Membership,  1998[15]
- Hedersdoktor vid Stockholms universitet,  2002[16]
- Hedersdoktor vid Kungliga Tekniska högskolan,  7 februari 2002[17][18]
- Kommendör av 1 klass av Brittiska imperieorden,  2 mars 2005[19][20]
- Storkorset av Henrik Sjöfararens orden,  31 januari 2006[21][22][23]
- Hedersdoktor vid Harvard University,  2007[24][25]
- Kommendör av  Rumänska Stjärnans orden,  2007[26][27]
- Hedersdoktor vid Tsinghuauniversitetet,  2007[28]
- Mexikanska Aztekiska Örnorden,  20 mars 2007[29][30]
- Hedersdoktor vid Karolinska Institutet,  23 januari 2008[31][32]
- Erkänslans kors,  12 oktober 2009[33]
- Fulbright Prize, med  Melinda Gates,  2010[34]
- Silver Buffalo Award,  2010[35]
- FN:s befolkningspris, med  Melinda Gates,  2010[36]
- Bower Award and Prize for Achievement in Science,  2010[37]
- Bower Award for Business Leadership,  2010[38]
- Lasker-Bloomberg Public Service Award, med  Melinda Gates,  2013[39]
- Public Welfare-medaljen, med  Melinda Gates,  2013[40]
- Bambipriset, med  Melinda Gates,  14 november 2013[41]
- Padma Bhushan, med  Melinda Gates,  2015[42]
- Presidentens frihetsmedalj, med  Melinda Gates,  2016[43]
- Kommendör av Hederslegionen,  21 april 2017[44]
- Stora ordensbandet av Uppgående solens orden,  2020[45]

[Redigera Wikidata]